# Club Balonmano Almoradí
El Club Balonmano Almoradí es un equipo español de balonmano de Almoradí (Alicante) España. Actualmente participa en Primera Nacional.

## Historia
El balonmano llega a Almoradi en el año 1956, durante sus primeros años se participara en numerosas
competiciones y torneos pero no será hasta el comienzo de los 70 cuando se compite en competiciones oficiales
de la federación alicantina.
Poco a poco se formara la base del equipo que llevara Almoradi a su constitución como club y más tarde a su
participación en el concierto balonmanistico nacional. Luego llegaron tiempos más complicados y tras un final
de siglo muy difícil en el aspecto deportivo, será al final de la temporada 02-03 cuando el Almoradi retorne a
una categoría nacional.
En el año 2011 el club se vería obligado a descender hasta la 2ª División Nacional debido a problemas económicos, esto trajo consigo una renovación de la plantilla, por lo que a partir de ese año, los integrantes del club serían la mayoría jugadores formados en las categorías inferiores. En 2022 vuelve a Primera División.

## Premios, reconocimientos y distinciones
- Mejor Club Deportivo de la Provincia de 1983 (finalista en 2006) en los Premios Deportivos Provinciales de la Diputación de Alicante[1]